# Shorea rubella
Shorea rubella är en tvåhjärtbladig växtart som beskrevs av Peter Shaw Ashton. Shorea rubella ingår i släktet Shorea och familjen Dipterocarpaceae. Inga underarter finns listade i Catalogue of Life.